# 양지수
양지수(1985년 5월 7일 ~ )는 대한민국의 배우이다.

## 학력
- 서울예술대학교 방송연예과

## 출연작

### 영화
- 《비공식작전》 (2023년) - 외무부 중동과 직원 역
- 《클로젯》 (2020년) - 상원 스탠드인 역
- 《악인전》 (2019년) - 트럭조수 역
- 《PMC: 더 벙커》 (2018년) - 유동희 / 에이헵 스탠드인 역
- 《공작》 (2018년) - 안기부요원 3 역
- 《신과함께: 인과 연》 (2018년) - 강림 스탠드인 역
- 《장옥의 편지》 (2017년)
- 《신과함께: 죄와 벌》 (2017년) - 강림 스탠드인 역
- 《보안관》 (2017년) - 삼호식품 직원 2 역
- 《싱글라이더》 (2017년) - 경찰 역
- 《프로젝트 패기》 (2017년) - 행사MC 역
- 《터널》 (2016년) - 이정수 대역
- 《허삼관》 (2015년)
- 《롤러코스터》 (2013년)
- 《베를린》 (2013년)
- 《577 프로젝트》 (2012년)

### 드라마
- 《킹덤》 (2018년, Netflix)
- 《옥란면옥》 (2018년, KBS2) - 목사 역
- 《크리미널 마인드》 (2018년, tvN) - 김재석 역